# 2085 Henan
2085 Henan este un asteroid din centura principală, descoperit pe 20 decembrie 1965.